# Emanuele Krakamp
Emanuele Krakamp   (Messina, 13 de febrer de 1813 - Nàpols, 1883) va ser un compositor i flautista italià.

## Biografia
Emanuele Krakamp va començar a estudiar música amb el seu pare Francesco (1788-1828). Des de 1841 va ser flauta primera a Nàpols a l'orquestra del comte de Siracusa i inspector del conservatori "San Pietro a Majella". A partir del 1860 va ser nomenat mestre eòlic i de parament en el mateix conservatori. Intèrpret de concerts a Europa i Amèrica, actuà també a Tunis, Alexandria i el Caire. Les seves composicions són publicades per Ricordi a Milà i per Girard a París. És important la seva tasca de difusió de la música instrumental que, juntament amb Saverio Mercadante, el veuran inscrit com a membre honorífic de la Societat de Quartets de Florència. Va ser un impressor teatral, expert en música de banda i activista polític. En honor seu té lloc a Benevent important competició nacional de flautes.

## El compromís educatiu
Krakamp va ser el primer flautista italià a adoptar la flauta del sistema Boehm el 1847. És el "Mètode per a la flauta cilíndrica de Boehm", publicat per Ricordi el 1854, important també per ser un dels primers tractats de flauta que es diferencien clarament de l'escola francesa: el nou camí d'aprenentatge s'adapta doncs a l'estil italià caracteritzat per una evident cantabilitat operística. També és important la producció de mètodes i col·leccions d'estudis també per a trombó, clarinet i sobretot fagot.

## Per les Obres
- Emanuele Krakamp

## Altres projectes
- Col·labora amb Wikimedia Commons Wikimedia Commons conté imatges o altres fitxers a Emanuele Krakamp